# Nafcilline
La nafcilline est un antibiotique anti staphylocoque.

## Usage médical
Il s'agit d'un antibiotique bêta-lactamine de type pénicilline . Il est résistant à la pénicillinase 
La nafcilline est utilisée pour traiter et prévenir les infections à staphylocoque. Il est actif sur les infections de la peau, des voies respiratoires, des urines et sur les septicémies à ce germe. Il n'est pas efficace contre le staphylococcus aureus résistant à la méticilline. Le médicament est administré par injection intraveineuse ou intramusculaire.

## Effets secondaires
Les effets secondaires de ce médicament comprennent la douleur ou l’inflammation au site d’injection. D’autres effets secondaires peuvent inclure une anaphylaxie ou une infection à Clostridioides difficile . Il n’existe aucune preuve de danger lié à l’utilisation pendant la grossesse bien que cette utilisation n’ait pas été bien étudiée. .

## Histoire
La médicament a été approuvée pour un usage médical aux États-Unis en 1965. Aux États-Unis, 10 doses de 2 grammes coûtent environ 90 dollars en 2021. En 2012, sur 38 pays, il n'était disponible que dans un seul.